# Cała jesteś w skowronkach (piosenka)
Cała jesteś w skowronkach to utwór z repertuaru zespołu Skaldowie, skomponowany przez Andrzeja Zielińskiego do tekstu Leszka Aleksandra Moczulskiego, w listopadzie 1968 roku. Piosenka uzyskała drugie miejsce w plebiscycie na Radiową Piosenkę Grudnia (1968). Wówczas stała się wielkim przebojem, i do dziś jest jednym z najlepiej rozpoznawalnych utworów zespołu. Kompozytor uważa tę piosenkę za swoją ulubioną. W lutym 1969 została nagrana dla Polskich Nagrań, na trzeci album zespołu, zatytułowany tak jak piosenka. Obecnie jest wykonywana na niektórych koncertach zespołu.

## Skład nagrania
- Andrzej Zieliński – fortepian, śpiew
- Jacek Zieliński – śpiew
- Konrad Ratyński – gitara basowa, śpiew
- Jerzy Tarsiński – gitara
- Krzysztof Paliwoda – gitara
- Jan Budziaszek – perkusja
- Orkiestra PR p/d. A.Zielińskiego